# Yūichi Komano
Yūichi Komano (jap. 駒野友一 Komano Yūichi; ur. 25 lipca 1981 w Kainanie) – japoński piłkarz grający na pozycji prawego obrońcy.

## Kariera klubowa
Komano wychował się w klubie Ono JFC. W 1997 r. został zaproszony na testy do takich drużyn jak: Gamba Osaka, JEF United Ichihara i Sanfrecce Hiroszima. Zdecydował się na ten trzeci i jednocześnie został uczniem Yoshida High School w Hiroszimie.
Do pierwszej drużyny trafił w 2000 r., a 31 marca 2001 r. zadebiutował w J-League w wygranym 1:0 spotkaniu z Consadole Sapporo. Natomiast 19 maja w meczu z Tokyo Verdy 1969 (3:2) zaliczył pierwsze trafienie w lidze. W 2002 r. spadł z Sanfrecce do drugiej ligi, ale spędził tam tylko rok. 16 sierpnia 2003 zerwał więzadła krzyżowe w lewym kolanie w meczu przeciwko Yokohama FC. Pauzował do kwietnia 2004 r., a w sierpniu złamał obojczyk. W 2007 r. po raz drugi w karierze spadł z Sanfrecce do drugiej ligi. Po degradacji przeniósł się do pierwszoligowego Júbilo Iwata.
| Sezon | Klub                | Kraj    | Rozgrywki | Mecze | Bramki |
| ----- | ------------------- | ------- | --------- | ----- | ------ |
| 2000  | Sanfrecce Hiroszima | Japonia | J-League  | 0     | 0      |
| 2001  | Sanfrecce Hiroszima | Japonia | J-League  | 29    | 1      |
| 2002  | Sanfrecce Hiroszima | Japonia | J-League  | 33    | 1      |
| 2003  | Sanfrecce Hiroszima | Japonia | J-League  | 23    | 0      |
| 2004  | Sanfrecce Hiroszima | Japonia | J-League  | 18    | 1      |
| 2005  | Sanfrecce Hiroszima | Japonia | J-League  | 34    | 2      |
| 2006  | Sanfrecce Hiroszima | Japonia | J-League  | 31    | 2      |
| 2007  | Sanfrecce Hiroszima | Japonia | J-League  | 34    | 2      |
| 2008  | Júbilo Iwata        | Japonia | J-League  | 34    | 1      |
| 2009  | Júbilo Iwata        | Japonia | J-League  | 34    | 1      |
| 2010  | Júbilo Iwata        | Japonia | J-League  |       |        |

## Kariera reprezentacyjna
W reprezentacji Japonii Komano zadebiutował 3 sierpnia 2005 r. w zremisowanym 2:2 spotkaniu z Chinami. Wcześniej w 2004 r. zagrał z kadrą olimpijską na Igrzyskach Olimpijskich w Atenach.
W 2006 r. został powołany przez Zico do kadry na Mistrzostwa Świata w Niemczech, jednak wystąpił tylko w przegranym 1:3 meczu z Australią.
W 2007 r. zajął 4. miejsce w Pucharze Azji 2007.
W 2010 r. na Mistrzostwach Świata w RPA, po nieudanym strzale Komano w poprzeczkę, reprezentacja Japonii przegrała w meczu z Paragwajem konkurs rzutów karnych w 1/8 finału Mistrzostw Świata w piłce nożnej RPA 2010 i odpadła z turnieju.